# Agua potable y saneamiento en Bolivia
La cobertura de agua potable y saneamiento en Bolivia aumentó considerablemente desde 1990 con altas inversiones en el sector. Sin embargo, las coberturas siguen siendo las más bajas del continente y la calidad de servicio se encuentra en una de las más bajas. La inestabilidad política e institucional ha contribuido a la debilitación de las instituciones del sector a nivel nacional y de muchas instituciones locales. Dos concesiones a empresas privadas extranjeras en dos de las tres ciudades más grandes: Cochabamba y La Paz - fallaron en 2000 y 2006 respectivamente. La segunda ciudad del país, Santa Cruz de la Sierra, gestiona su sistema de saneamiento a través de una cooperativa, con éxito relativo a los sistemas urbanos de las dos otras grandes ciudades del país. 

## Acceso
Las estimaciones para el acceso al agua potable varían dependiendo en las fuentes de información. Según la Naciones Unidas eran así en 2010:
|             |                         | Urbano (67% de la población) | Rural (33% de la población) | Total |
| ----------- | ----------------------- | ---------------------------- | --------------------------- | ----- |
| Agua        | Definición amplia       | 78%                          | 71%                         | 88%   |
| Agua        | Conexiones domiciliares | 95%                          | 51%                         | 80%   |
| Saneamiento | Definición amplia       | 35%                          | 10%                         | 27%   |
| Saneamiento | Alcantarillado          | 98                           | 98                          | 98    |

Fuente: Programa de Monitoréo Conjunto de Agua Potable y Saneamiento de la OMS/UNICEF
Las coberturas más bajas se encuentran en los departamentos de Pando, Potosí, Oruro.
Según el gobierno boliviano la cobertura de agua potable era más baja: 75% en 2010. La cobertura de saneamiento era mucho más alta comparado a la estimación de las Naciones Unidas: 50% en 2010.

## Calidad de servicio
La calidad de servicios esta baja en la mayoría de los sistemas de agua y saneamiento del país. Según la OMS en el año 2000 solamente el 26% de sistemas urbanos contaban con desinfección y solamente el 25% de las aguas negras eran tratadas. Según un estudio de la GIZ alemana en 2011 solo 30% de las aguas negras colectadas estaban sujetos a tratamiento, y 70% de estos 30% no estaban tratados adecuadamente porque las plantas de tratamiento de aguas negras no funcionaban bien.

## Acontecimientos recientes
En las tres últimas décadas el marco institucional del sector ha revelado su fragilidad por cuanto ha sufrido reiteradas reestructuraciones como producto de los cambios de Gobierno y por consiguiente, de concepciones para afrontar la problemática del país. En este contexto, resulta muy difícil diseñar y ejecutar políticas continuas, coherentes y sostenidas para el mediano y largo plazo. 

### Las 90s: Privatización y Regulación

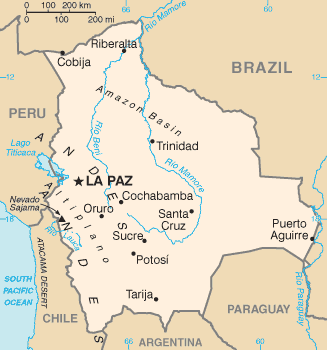
Fuente:CIA World Factbook.

Durante el segundo gobierno de Hugo Banzer (1997-2001) se reformó el marco institucional del sector con la Ley 2029 de 1999 que estableció el marco legal para la participación del sector privado y formalizó la existencia de un ente regulador, la SISAB
En este período se daban en concesión al sector privado los sistemas de agua y saneamiento de La Paz/El Alto a la empresa Aguas de Illimani S.A. (AISA), subsidiaria de la empresa francesa SUEZ (la entonces Lyonnaise des Eaux) en 1997, y el sistema de Cochabamba a Aguas de Tunari, subsidiaria de las empresas multinacionales Biwater y Bechtel, en 1999.
Después se produjeron dos levantamientos populares contra la privatización del agua, el primero en Cochabamba en abril de 2000 y el segundo en El Alto, en enero de 2005, resultando en la terminación de las dos concesiones. En el caso ulterior, AISA fue reemplazado por la Empresa Pública Social de Agua y Saneamiento (EPSAS), que fue criticada por interrupciones de abastecimiento, errores de facturación, subidas de tarifas y falta de preparación para situaciones de desastre o emergencia. Representantes de la dirigencia vecinal de El Alto anunciaron la creación de un proveedor nuevo e independiente sólo para su ciudad.
Fuera de estas dos grandes ciudades, las EPSA y Juntas encargadas del servicio a la mayoría de la población del país quedaban públicas y comunitarias. El gobierno definió en 2001 un Plan Nacional de Saneamiento Básico 2001-2010 para aumentar el acceso a agua y saneamiento, mejorar la calidad del servicio y promover la sostenibilidad de los servicios. 
En 2001 se cambió una importante norma técnica en el sector, la Norma Boliviana NB 688 para el diseño y construcción de alcantarillado sanitario. La norma revisada permite la instalación de sistemas de alacantarillado sanitario más eficiente y de menor costo, y por lo tanto se ayudará a aumentar la cobertura de saneamiento con fondos escasos.

### Plan Nacional de Saneamiento y nueva política financiera para el sector
En el mismo año 2001 el gobierno aprobó el Plan Nacional de Saneamiento Básico 2001-2010 con el objetivo de aumentar la cobertura y la calidad de agua potable y saneamiento y fomentar su uso eficaz.
En el año 2004 el gobierno de Carlos Mesa adoptó una nueva política financiera para el sector, logrando un apoyo presupuestario significativo (Euro 51.5 millones) del parte de la Unión Europea.
También en el año 2004 la cooperativa SAGUAPAC en Santa Cruz recibió el Certificado de Calidad Internacional ISO 9001, otorgado por la organización certificadora alemana TÜV Rheinland.

### El gobierno de Evo Morales
En 2006 el MAS ganó las elecciones y Evo Morales fue elegido presidente de la República. "El agua no puede ser un negocio privado porque (si se convierte en una mercancía) se estaría violando los derechos humanos. El recurso agua debe ser un servicio público", enfatizó el presidente electo Evo Morales. El nuevo Presidente creó un Ministerio de Agua y nombró como primer ministro de agua a un lidér de las protestas en El Alto contra Aguas de Illimani. Nombró como viceministro de Servicios Básicos a Luis Sánchez-Gómez Cuquerella, un activista de la lucha contra la privatización en Cochabamba.
El gobierno de Evo Morales contempla una nueva ley de servicios de agua potable y alcantarillado sanitario, denominada “Agua para la Vida”. Como declaraba el viceministro Réne Orellana, este nuevo marco jurídico eliminaría la SISAB y la sustituyaríá por un regulador desconcentrado. Se eliminará la tasa de regulación y la figura jurídica de la concesión y se introducirá una tarifa de electricidad para EPSAs que proveen agua y profundiza los derechos de los registros y licencias.

## Experiencias innovadoras
En 2007 se firmó un convenio para la compra de reducción de gas invernadero entre SAGUAPAC y el Fondo de Carbono para el Desarrollo Comunitario gestionado por el Banco Mundial. La iniciativa era la primera en su género, en los países en vías de desarrollo, que se inscribe en el marco del Mecanismo de Desarrollo Limpio del Protocolo de Kioto. El Fondo compra un equivalente de 200.000 toneladas de equivalente de dióxido de carbono hasta el año 2015. Una parte de los ingresos generados por esta transacción serán usados para mejorar los servicios de alcantarillado en las áreas más pobres de Santa Cruz de la Sierra.

## Responsabilidad para agua y saneamiento
El marco institucional del sector se define en la Ley de Servicios de Agua Potable y Alcantarillado No 2029 de 1999, revisada en 2000 en la Ley 2066. Como se menciona más arriba (desarrollos recientes) el gobierno de Evo Morales contempla una nueva ley de servicios de agua potable y alcantarillado sanitario, denominada “Agua para la Vida”. 

### Políticas
La responsabilidad para el sector de agua y saneamiento cae en el Ministerio de Medio Ambiente y Agua con tres Viceministerios: 
- el Viceministerio de Agua Potable y Saneamiento Básico,
- el Viceministerio para el Medio Ambiento y el Cambio Climático,
- el Viceministerio para recursos hídricos y el riego.

Los Ministros cambian frecuentemente, en algunos casos manteniéndose en la oficina por menos de un año. La estructura ministerial esta también sujeto a cambios frecuentes. Por ejemplo, en 2006 se creó un Ministerio de Agua con tres Vice-Ministerios:
- Viceministerio de Servicios Básicos
- Viceministerio de Cuencas y Recursos Hídricos
- Viceministerio de Riego[15]

Anteriorimente estas atribuciones eran de la responsabilidad de tres Ministerios:
- Agua potable y saneamiento estaba bajo la responsabilidad del Vice-Ministerio de Saneamiento Básico (VSB) del Ministerio de Vivienda y Servicios Básicos.
- El riego estaba a cargo del Ministerio de Asuntos Campesinos.
- La gestión del medio ambiente estaba bajo la responsabilidad del Ministerio de Medio Ambiente.

En el Ministerio hay una Unidad Ejecutora (EMAGUA), creada en 2009 con la responsabilidad para la ejecución de todas las inversiones en los sectores al cargo del Ministerio.
Existe un Plan Sectorial de Desarrollo de Saneamiento Básico (PSD-SB), actualizado en 2011 hasta 2015. El Plan enfatiza el derecho humano al agua y la participación social.
Hay también un Consejo Interinstitucional del Agua (CONIAG), una "instancia de diálogo, concertación, coordinación y de gestión participativa social, con las organizaciones sociales y económicas".

### Regulación y Asistencia Técnica
La regulación de las empresas urbanas en este sector están al cargo de la Autoridad de Fiscalización y Control Social de Agua Potable y Saneamiento Básico (AAPS), la cual otorga licencias de servicios, y establece los principios para fijar precios, tarifas, tasas y cuotas. En 2012 un total de 1041 proveedores de servicios tenían una licencia de servicio. La AAPS esta también responsable para recibir quejas de los usuarios. Otros entes reguladores en América Latina normalmente no otorgan concesiones de servicios; esta responsabilidad recae en los municipios en estos países. El gobierno de Evo Morales disolvió todas las Superintendencias, por ende disolvió la Superintendencia de Saneamiento Básico (SISAB), el regulador anterior del sector.
El Servicio Nacional de Apoyo a la Sostenibilidad en Sanemiento Básico (SENASBA) tiene como responsabilidad la planificación, y en parte la implementación, del desarrollo comunitario, de la promoción de higiene y de la asistencia técnica a los proveedores de servicios. El SENSABA ha reemplazado la FUNDASAB (Fundación de Apoyo a la Sostenibilidad del Saneamiento Básico), creada en 2005.

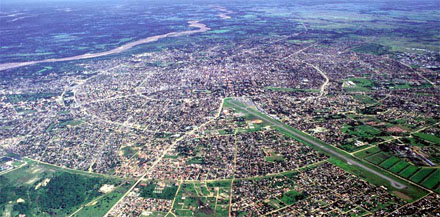
Santa Cruz de la Sierra

### Provisión de servicios
A nivel urbano los Gobiernos Municipales, directamente o a través de Empresas Prestadores de Servicios, están a cargo de la administración y operación de los servicios. Además son responsables del desarrollo de planes y programas de expansión de los servicios para su área de jurisdicción en coordinación con las Prefecturas Departamentales. El país tiene 327 municipios y 14 Empresas Prestadores de Servicios de Agua Potable y Alcantarillado (EPSA).
Las EPSAs tienen varias formas legales:
- Algunas son empresas públicas descentralizadas bajo tuición y supervigilancia de la Municipalidad, como en el caso de SAMAPA en La Paz y de SEMAPA en Cochabamba;
- Otras son cooperativas, como en el caso de SAGUAPAC en Santa Cruz y en el caso de otras EPSAs en los Departamentos de Santa Cruz, La Tarija y Beni.
- Otras son Sociedades Anónimas Mixtas (SAM), como en el caso de MANCHACO que sirve la mancomunidad del Chaco, la cual es conformada de seis municipios en tres departamentos del Chaco Boliviano.[18]

Las EPSAs que sirven las tres más grandes ciudades del país son las siguientes:
- El Servicio de Agua Potable y Alcantarillado de Santa Cruz Memoria Anual 2011 SAGUAPAC, una cooperativa con 182 497 conexiones de agua y 113 604 conexiones de alcantarillado (2011).
- La SAMAPA en La Paz.
- La SEMAPA en Cochabamba con 61 000 conexiones de agua y 65 000 conexiones de alcantarillado.

Las EPSAs forman la Asociación Nacional de Empresas de Servicios de Agua Potable y de Alcantarillado (ANESAPA), fundada en 1982.
El personal técnico que trabaja en la mayoría de los gobiernos municipales, EPSA y EMAS "no tiene la suficiente capacidad y experiencia que se necesita para gestionar proyectos de agua".
Eso esta debido a "los constantes cambios de personal que sufren todas las instituciones estatales en Bolivia y la escasez de recursos fiancieros de estos organismos, que les impide contratar a los trabajadores más cualificados, ya que estos se van al sector privado donde encuentran unos salarios más elevados."
A nivel rural son las Juntas o Comités de Agua los entes encargados de administrar y mantener los sistemas.

## Aspectos económicos

### Tarifas y recuperación de costos
La recuperación de costos disminuyó en los años antes de 2012, principalmente debido al hecho que no hubo aumento de tarifas por algunos años mientras que los costos aumentaron. Hubo una indxación de las tarifas de agua a la inflación, pero el gobierno suspendió esta indexación.

### Inversión
Las inversiones en el sector aumentaron de manera significativa entre 2008 y 2011, alcanzando un total de USD 425 millones en este período. 
En 2009 se invirtieron 80 millones USD, de los que el Estado asumió casi el 72% y la Cooperación externa asumió el 28% restante. En la década de las ochenta la inversión en el sector no superó US$20 millones cada año. A partir de 1990 este promedio aproximó US$40 millones. En 1999, la inversión alcanzó US$ 69 millones. Desde el año 2000, la inversión disminuye a pesar de una subida en 2004 (véase diagrama abajo):

### Financiamiento
En el período 2008-2011 el 42% correspondió al financiamiento externo, principalmente del BID, Banco Mundial, de la CAF, JICA de Japón y KfW de Alemania. Anteriormente, en el período 1992-2000, el 58% correspondió al financiamiento externo, el 17% a los gobiernos municipales, el 8% a la inversión privada y el 17% a los departamentos.
En el 2004 el Gobierno del Presidente Carlos Mesa definió una nueva Política Financiera del Sector: Las EPSAs reciben créditos y transferencias para inversiones cuando participen en un Plan de Modernización Institucional (PMI) y establecen un Plan Integral de Desarrollo (PID). Los recursos se asignan a cada EPSA con prioridad a aquellos con mayores tasas de pobreza y menor cobertura, según una fórmula matemática llamada Asignador Financiero Pectoral (AFS). También los subsidios son más altos y las condiciones de los préstamos menos onerosas para aquellos EPSA con menor cobertura y pobreza más alta.
El Fondo Nacional de Inversión Productiva y Social (FPS) (Ex-Fondo de Inversión Social) también canaliza recursos para inversiones en saneamiento básico, principalmente en áreas rurales en localidades con menos de 5000 habitantes. Según el sitio web del FPS, el 27.55% de sus proyectos en ejecución (sin especificar fecha o un monto total) se llevan a cabo en el área de saneamiento básico.
Según un documento del BID de 1999, la política nacional de financiamiento del saneamiento básico en esta época consistió en que el municipio aporta un 10% y la comunidad un 20%. De esta última contribución, el 5% se invierte en efectivo y el 15% a través de materiales locales y mano de obra.

## Apoyo externo
Los donantes más importantes en el sector son Alemania, el BID, el Banco Mundial, la CAF, y la Unión Europea. Los donantes y el gobierno se coordinan en el Grupo de Cooperación Internacional en Agua y Saneamiento (GRAS).

### Alemania
La agencia de cooperación técnica GIZ está apoyando un programa de capacitación llamado Programa de Agua Potable y Alcantarillado Sanitario en Pequeñas y Medianas Ciudades (PROAPAC). Con el apoyo del PROAPAC, durante el año 2002 se consolidó la creación de dos EPSA mancomunadas en dos regiones deprimidas de Bolivia, el Chaco y el Norte de Potosí. Su funcionamiento está basado en la figura jurídica de EPSA Mancomunitaria Social, donde municipios, los operadoras de los servicios y la población beneficiaria están comprometidos en lograr la sostenibilidad, la calidad y continuidad de los servicios. El Banco de desarrollo KfW está apoyando mejoras de infraestructura y desarrollo institucional de EPSAs.

### Banco Interamericano de Desarrollo
El Banco Interamericano de Desarrollo aprobó en 2012 un préstamo de USD 78 millones para el apoyo presupuestal sectorial. El desembolso está ligado a una matriz de medidas de política sectorial, incluyendo mejoras en la planificación sectorial, el desarrollo institucional y comunitario, el fortalecimiento de la política de financiamiento y en el monitoreo y la evaluación. Una segunda fase está planificada para 2014.
El BID aprobó en 1999 un préstamo de US$40 millones que busca a mejorar la calidad y la cobertura de servicios básicos de agua y saneamiento en comunidades rurales con menos de 1000 habitantes.

### Banco Mundial
El Proyecto de Desarrollo Urbano, aprobado en 2006, es un préstamo de US$30 millones que busca a mejorar el acceso de los pobres urbanos a servicios básicos, incluso el alcantarillado (43%) y la protección de inundaciones (7%) en La Paz, El Alto y Santa Cruz de la Sierra.

### Corporación Andina de Fomento
La Corporación Andina de Fomento (CAF) apoya el sector de saneamiento básico principalmente con su apoyo al programa MI Agua (Más Inversiones en Agua) que está financiando a través del FPS pequeñas inversiones en agua potable y el riego. Está desembolsando rápidamente desde su inicio en 2011, pero la calidad de planificación y de ejecución esta débil, poniendo en peligro la sostenibildad de los servicios. El programa tiene financiamiento de USD 146 millones, incluso USD 115 millones del CAF.
El Programa de Inversiones al Sector Saneamiento Básico, aprobado en 2003, fue un préstamo de USD 30 millones, ejecutado por el Ministerio de Obras Públicas, Servicios y Vivienda. Está totalmente desembolsado. El Programa de Agua y Saneamiento es un préstamo de USD 43 millones, ejecutado por el Ministerio de Hacienda.

### Unión Europea
La Unión Europea interviene en el sector de saneamiento bajo varios programas y proyectos.
El programa más largo es un apoyo presupuestario de 51.5 millones de Euros llamado el Programa de Apoyo Sectorial en Abastecimiento de Agua y Saneamiento (PASAS) iniciado en 2004, bajo la modalidad de un apoyo presupuestario sectorial (conocido por sus siglos en inglés como SWAP o Sector-wide approach). Una donación de 22 millones para una segunda fase está planificada para 2012.
Desde 2002 la UE apoya al sector con un programa de la higiene y salud de base (PROHISABA) de Euro 25 millones. El Programa interviene en los Departamentos de Tarija y Potosí. El componente de infraestructura del programa interviene a través de un Fondo Productivo Social (FPS). Las prefecturas departamentales son las contrapartes operativas del programa, y los servicios departamentales de Salud son los entes operativos.
La UE también tiene un proyecto de agua y saneamiento 7.5 millones de Euros en el Departamento de Pando, llamado PRASPANDO, para una ejecución entre 2001 y 2008.